# Antti Okkonen
Antti Okkonen (ur. 6 czerwca 1982 w Oulu) – fiński piłkarz, grający na pozycji pomocnika.

## Kariera klubowa
Okkonen profesjonalną karierę rozpoczął w klubie z rodzinnego miasta OLS Oulu. W 2000 roku przeniósł się do Myllykosken Pallo-47, w którym spędził cztery lata. Na początku 2004 roku wyjechał do Szwecji, został zawodnikiem klubu Landskrona BoIS, z którym po dwóch latach spadł ze szwedzkiej ekstraklasy. W 2007 roku przez kilka miesięcy reprezentował barwy duńskiego Silkeborg IF. Zimą 2008 roku trafił do belgijskiego RAEC Mons, w którym spędził 1,5 roku. Latem 2009 roku wrócił do Finlandii. Przez 2,5 roku występował w Myllykosken Pallo-47, sezon 2012 spędził w HJK Helsinki, zaś od początku 2013 roku jest graczem zespołu Rovaniemen Palloseura.

## Kariera reprezentacyjna
W reprezentacji Finlandii zadebiutował 26 stycznia 2003 roku w towarzyskim meczu przeciwko Barbadosowi. Na boisku przebywał przez pełne 90 minut.
| Mecze i gole w reprezentacji | Mecze i gole w reprezentacji | Mecze i gole w reprezentacji     | Mecze i gole w reprezentacji | Mecze i gole w reprezentacji | Mecze i gole w reprezentacji | Mecze i gole w reprezentacji |
| #                            | Data                         | Stadion                          | Rywal                        | Wynik                        | Gol                          | Rozgrywki                    |
| 2003                         | 2003                         | 2003                             | 2003                         | 2003                         | 2003                         | 2003                         |
| ---------------------------- | ---------------------------- | -------------------------------- | ---------------------------- | ---------------------------- | ---------------------------- | ---------------------------- |
| 1.                           | 26.01.2003                   | Waterford, Barbados              | Barbados                     | 0:0                          | 0                            | towarzyski                   |
| 2.                           | 29.01.2003                   | Port-of-Spain, Trynidad i Tobago | Trynidad i Tobago            | 2:1                          | 0                            | towarzyski                   |
| 3.                           | 16.11.2003                   | Houston, USA                     | Honduras                     | 2:1                          | 0                            | towarzyski                   |
| 2004                         |                              |                                  |                              |                              |                              |                              |
| 4.                           | 03.02.2004                   | Kanton, Chiny                    | Chiny                        | 1:2                          | 0                            | towarzyski                   |
| 5.                           | 07.02.2004                   | Shenzhen, Chiny                  | Chiny                        | 1:2                          | 0                            | towarzyski                   |
| 6.                           | 28.05.2004                   | Tampere, Finlandia               | Szwecja                      | 1:3                          | 0                            | towarzyski                   |
| 7.                           | 17.11.2004                   | Mesyna, Włochy                   | Włochy                       | 0:1                          | 0                            | towarzyski                   |
| 8.                           | 01.12.2004                   | Ar-Rifa, Bahrajn                 | Bahrajn                      | 2:1                          | 0                            | towarzyski                   |
| 9.                           | 03.12.2004                   | Ar-Rifa, Bahrajn                 | Oman                         | 0:0                          | 0                            | towarzyski                   |
| 2005                         |                              |                                  |                              |                              |                              |                              |
| 10.                          | 08.02.2005                   | Nikozja, Cypr                    | Łotwa                        | 2:1                          | 0                            | towarzyski                   |
| 11.                          | 09.02.2005                   | Nikozja, Cypr                    | Cypr                         | 2:1                          | 0                            | towarzyski                   |
| 2006                         |                              |                                  |                              |                              |                              |                              |
| 12.                          | 21.01.2006                   | Rijad, Arabia Saudyjska          | Arabia Saudyjska             | 1:1                          | 0                            | towarzyski                   |
| 13.                          | 25.01.2006                   | Rijad, Arabia Saudyjska          | Korea Południowa             | 0:1                          | 0                            | towarzyski                   |

## Sukcesy
HJK
- Mistrzostwo Finlandii: 2012

RoPs
- Puchar Finlandii: 2013